# Bombolla econòmica
|  | Per a altres significats, vegeu «bombolla (desambiguació)». |

Una bombolla econòmica (també anomenada bombolla especulativa, bombolla de mercat, bombolla financera o mania especulativa), en anàlisi financera, és una desviació, d'origen especulatiu, existent entre el valor real d'un actiu financer i la seva cotització borsària.
És un fenomen borsari que es presenta sempre que es "negocien alts volums a preus que difereixen considerablement dels valors intrínsecs". Les causes de les bombolles segueixen sent un desafiament per a la teoria econòmica. Encara que s'han suggerit moltes explicacions, recentment s'ha mostrat que les bombolles apareixen fins i tot sense incertesa, especulació, o racionalitat limitada. Més recentment, s'ha proposat que les bombolles poden ser causades per processos de coordinació de preus o normes socials emergents.
Com que, sovint, és difícil observar els valors intrínsecs en els mercats de la vida real, les bombolles són sovint identificades només en retrospectiva, quan apareix una caiguda sobtada en els preus. Aquesta caiguda és coneguda com a crash o el "esclat de la bombolla". Tant la fase de boom econòmic com la de recessió de la bombolla són exemple d'un mecanisme de realimentació positiva, en contrast amb el mecanisme de realimentació negativa que determina el preu d'equilibri en circumstàncies normals de mercat. Els preus en una bombolla econòmica poden fluctuar caòticament i tornar impossible predir només basant-se en l'oferta i la demanda.
Llavors, una bombolla econòmica és un fenomen que es produeix en els mercats, en bona part a causa de l'especulació, que produeix una pujada anormal i prolongada del preu d'un actiu o producte, de manera que dit preu s'allunya cada vegada més del valor real o intrínsec del producte. El procés especulatiu porta a nous compradors a comprar amb palanquejament amb la finalitat de vendre a un preu més gran en el futur, la qual cosa provoca una espiral de pujada contínua i allunyada de tota base factual. El preu de l'actiu assoleix nivells absurdament alts fins que la bombolla acaba esclatant (en anglès crash), a causa de l'inici de la venda massiva de l'actiu quan hi ha pocs compradors disposats a adquirir-lo. Això provoca una caiguda sobtada i brusca dels preus, portant-lo a preus molt baixos, fins i tot inferiors al seu nivell natural, deixant darrere seu un reguitzell de deutes. Això es coneix com a crack.
Se sol considerar que les bombolles econòmiques són negatives perquè comporten una assignació inadequada de recursos, destinant una bona part d'ells a finals improductius: l'alimentació de la bombolla. Però a més, el crac amb el que finalitza la bombolla econòmica pot destruir una gran quantitat de riquesa i produir un malestar continuat, com va passar amb la tulipomania holandesa, la Gran Depressió dels anys 1930 i la bombolla immobiliària en Japó en els anys 1990.
Les bombolles financeres van ser estudiades per Hyman Minsky, que les va vincular al crèdit, a les innovacions tecnològiques ia les variacions del tipus d'interès.

## Causes possibles
La causa de les bombolles és desconeguda. S'ha proposat que les bombolles poden ser racionals, intrínseques, i contagioses. A la data, no existeix una teoria àmpliament acceptada que expliqui la seva ocurrència.
De manera desconcertant, les bombolles ocorren fins i tot en mercats experimentals altament predictibles, on la incertesa és eliminada i els participants del mercat han de ser capaços de calcular el valor intrínsec dels béns simplement examinant el flux de dividends esperat. No obstant això, les bombolles han estat observades repetidament en mercats experimentals, fins i tot amb participants sofisticats com ara gerents i negociadors professionals. Les bombolles experimentals han provat la seva fortalesa front a una varietat de condicions.
Si bé el que causa les bombolles no és clar, hi ha evidència que suggereix que no són causades per racionalitat limitada o supòsits sobre la irracionalitat d'altres, com es va assumir per la teoria del més ximple. També s'ha mostrat que les bombolles apareixen fins i tot quan els participants del mercats són capaços de posar preus als béns de manera correcta. És més, s'ha mostrat que les bombolles apareixen fins i tot quan l'especulació no és possible o quan està absent l'excés de confiança.

### Factors psicològics i socials

#### Teoria del més ximple
Molt popular entre els llecs, però no totalment confirmada per investigació empírica, la teoria del més ximple descriu a les bombolles com dirigides pel comportament perennement optimista dels participants d'un mercat (els ximples) que compren actius sobrevaluados anticipant la seva venda a especuladors rapinyaires (els més ximples) a un preu molt més gran. Segons aquesta explicació no protegida, les bombolles continuen fins que els ximples puguin trobar més ximples per pagar pels actius sobrevaluado. La bombolla acaba quan el més ximple de tots per haver pagat un preu extraordinàriament superior al del seu valor intrínsec ja no és capaç de trobar a algú encara més ximple que pugui pagar pel bé un preu encara més alt.

## Etapes d'una bombolla econòmica
Segons l'economista Charles P. KINDLEBERGER, l'estructura bàsica d'una bombolla especulativa es pot dividir en 5 fases:
- Substitució (displacement): increment del valor d'un actiu
- Enlairament (take off): compres especulatives (comprar ara per vendre a futur a un preu més i obtenir una utilitat)
- Exuberància (exuberance)
- Etapa crítica (critical stage): comencen a escassejar els compradors, alguns comencen a vendre.
- Esclat (crash)

## Bombolles econòmiques més conegudes
- Tulipomania (especulació amb les tulipes holandesos al segle xvii)
- Bombolla dels mars del Sud
- Febre d'Or
- Crack del 1929
- Bombolla immobiliària xinesa (2005-2011)
- Crisi econòmica de 2008
- Bombolla immobiliària a Espanya
- Criptomoneda